# OGC Nice (kézilabda)
Az OGC Nice Handball (teljes nevén:OGC Nice Côte d’Azur Handball) egy női kézilabdacsapat, amelynek székhelye Nice-ban van.

## A csapat
A 2023-2024-es szezon játékoskerete:
| Kapusok - 01 Nicole Wiggins - 99 Marija Čolić Balszélsők - 02 Mathilde Kérinec - 05 Dienaba Sy - 20 Mathita Diawara Jobbszélsők - 25 Raïssa Dapina - 70 Margaux Le Blevec Beállók - 10 Camille Denojean - 15 Anne-Emmanuelle Augustine - 31 Marie Fall | Balátlövők - 18 Tena Petika - 21 Gordana Mitrović - 66 Wendy Semedo Irányítók - 33 Martina Školková - 86 Ehsan Abdelmalek Jobbátlövők - 19 Adriana Holejova - 44 Laurène Dembele |

### Átigazolások
A 2023-2024-es szezont megelőzően:
| Érkezők - Nicole Wiggins (a BM Granollers csapatától) - Tena Petika (az RK Lokomotiva Zagreb csapatától) - Gordana Mitrović (a Neptunes de Nantes csapatától) - Raïssa Dapina (a Neptunes de Nantes csapatától) | Távozók - Marie Prouvensier (a Paris 92 csapatához) - Djazz Chambertin (a Metz Handball csapatához) - Aimée von Pereira (a Nykøbing Falster HK csapatához) - Jovana Micevska (a CSM Slatina csapatához) |

## Korábbi játékosok
- Aïssatou Kouyaté
- Alexandra Lacrabère
- Amélie Herzog
- Barbara Moretto
- Béatrice Edwige
- Cléopâtre Darleux
- Djazz Chambertin
- Djeneba Tandjan
- Kimberley Bouchard
- Lou Le-Bechennec
- Marie Prouvensier
- Mélissa Agathe
- Nodjialem Myaro
- Noémie Lachaud
- Valerie Nicolas
- Ana Martínez
- Béatriz Escribano
- Carmen Martín
- Elizabeth Chávez
- Arna Sif Pálsdóttir
- Karen Knútsdóttir
- Cecilia Grubbström
- Linnea Torstenson
- Jane Schumacher
- Aimée von Pereira
- Lucie Satrapova
- Biljana Filipović
- Marija Čolić
- Marija Janjić
- Jovana Micevska
- Hornyák Ágnes
- Maida Arslanagić
- Takoua Chabchoub
- Samira Rocha